# الفلسفة العامة
الفلسفة العامة هي تسمية تستخدم في مشروعين فلسفيين منفصلين على الأقل. يسمى أحدهما غالبًا «الفلسفة العامة» هو معالجة القضايا ذات الأهمية العامة من خلال الفلسفة، وخاصة ًفي مجالات السياسة العامة، والأخلاق والقضايا الاجتماعية. تعتبر الفلسفة العامة في هذا المفهوم مسألة محتوى وليست نمطًا يجب أن تتعلق بقضايا فلسفية معينة، ولكن يمكن القيام بها في أي مكان. المشروع الثاني الذي غالباً ما يطلق عليه الفلسفة العامة هو الانخراط في الفلسفة في الأماكن العامة. يتجسد هذا الرأي في العدد الخاص من مقالات الفلسفة في مقالات الفلسفة العامة (المجلد 15، العدد 1، عام 2014)، والذي حدد الفلسفة العامة على أنها «القيام بالفلسفة مع الجماهير العامة في بيئة غير أكاديمية». تعتبر الفلسفة العامة وفقًا لهذا المفهوم مسألة أسلوب لا محتوى، ويجب القيام بها في مكان عام ولكن قد تتعامل مع أي قضية فلسفية.

## وجهات النظر
تعتبر «الفلسفة العامة» وفقًا لأحد مؤسسي شبكة الفلسفة العامة شارون مُغير ليست مجرد مسألة تتعلق بالفلسفة العلانية، بل إن الفلسفة العامة الحقيقية هي الفلسفة التي تتطلب أن يصبح الفيلسوف تلميذاً للمعرفة المجتمعية وأن يتأمل في إشراكه العام، مع الاعتراف بأن الفلسفة يمكن أن تستفيد بقدر كبير من الاتصال العام كما يمكن للجمهور أن يستفيد من الاتصال بالفلسفة. لا يفترض الفيلسوف الملتزم علانية أنه هو أو هي يعرفون الأسئلة مقدمًا، ولكنه يعتمد على تجاربه في المجتمع لتطوير الأسئلة وصياغتها. علاوةً على ذلك، تتطلب الفلسفة المشاركة العامة للمحاسبة من جانب الفيلسوف إلى جمهوره - وفهم أن الفلاسفة أنفسهم أعضاء في تلك الجماهير.
يشارك الفلاسفة الذين يحملون وجهة نظر بديلة، أن الفلسفة العامة هي ببساطة الفلسفة التي تتم في الأماكن العامة، في مشروعين. أحد هذه الأمور هو تثقيف الجمهور والأخرى للتواصل مع الجمهور بشكل تعاوني لتحديد المشكلات العامة ومعالجتها. غالبًا ما يكون النهج الثاني مستوحى من عمل جون ديوي حول الديمقراطية والحاجة إلى إعادة بناء الفلسفة. يصف جون بيس ديوي، الفيلسوف مايكل ج. ساندل الفلسفة العامة بأنها ذات جانبين. الأول هو «العثور على الخلافات السياسية والقانونية في عصرنا والنظر فيما إذا كانت مناسبة للفلسفة أم لا». والثاني هو «تحقيق الفلسفة الأخلاقية والسياسية للتأثير على الخطاب العام المعاصر». يقول جيمس تولي: «إن دور الفلسفة العامة هو معالجة الشؤون العامة»، ولكن «يمكن أن يتم هذا بطرق مختلفة.» يؤكد نهج تالي على الممارسة من خلال المفاهيم المتعارضة للمواطنة، والحرية المدنية، واللاعنف.

## الفلاسفة العامون
أنشأت الجمعية الفلسفية الأمريكية لجنة عن الفلسفة العامة في عام 2007. كما تقوم شبكة الفلسفة العامة بعقد مؤتمرات مرة كل سنتين حول تطوير الفلسفة العامة. تم التعرف على مجموعة متنوعة من الأفراد، إما بأنفسهم أو غيرهم، كفلاسفة عامين. ومن بين هؤلاء أكاديميون مثل كورنيل ويست، ويورغن هابرماس، ومارثا نوسباوم، وريتشارد رورتي، وجيمس تالي، وغير أكاديميين مثل الناشطة الاجتماعية جين أدامز والروائي آين راند.

## روابط خارجية
- Essays in Philosophy, special issue on public philosophy
- Committee on Public Philosophy of the American Philosophical Association
- Public Philosophy Journal
- Public Philosophy Network